# Эйлер, Иоганн Альбрехт
Иога́нн А́льбрехт Э́йлер (нем. Johann Albrecht  Euler; 1734—1800, в России его называли Иван Леонтьевич) — российский астроном, физик и математик швейцарского происхождения, член Берлинской академии наук (1754). секретарь Петербургской Императорской Академии наук. Труды по физике, механике, астрономии, вариационному исчислению.
Сын Леонарда Эйлера и Катарины Гзелль (дочери художника-эмигранта Георга Гзелля и внучки художницы Марии Мериан). Иоганн Альбрехт был старшим из тринадцати детей Леонарда Эйлера, восемь из которых умерли во младенчестве.

## Биография
Эйлер родился в Петербурге 27 ноября 1734 года и шести лет от роду перевезён был родителями в Берлин, где и получил тщательное воспитание под руководством отца, который безотлучно имел его около себя и брал его даже с собой на Финов-канал, копавшийся между Гавелем и Одером для соединения реки Вядры со Шпрее. В пятнадцатилетнем возрасте молодой Иоганн Альбрехт принимал участие в работах по выравниванию канала в Финляндии. Рано обнаружив большие способности и склонность к математическим занятиям, Эйлер впоследствии стал выдающимся математиком и 20-ти лет был выбран уже членом Берлинской королевской академии. В 1758 году Иоганн Альбрехт недолгое время пробыл директором Института астрономических расчётов в университете Гейдельберга.
В 1766 году Эйлер возвращается с отцом в Петербург и живёт с ним в одном доме, занимая с семьёй первый этаж. К этому моменту он является профессором физики. Императрица Екатерина Великая, высоко ценя ученые заслуги старика Эйлера, назначила его сына в 1769 конференц-секретарём Академии наук. Одновременно он состоял инспектором военных учебных заведений. Некоторое время Эйлер читал лекции по физике в С.-Петербургском университете. Работал совместно со своим отцом в нескольких последних проектах отца, а также работал над проектом теория луны Крафта и Лекселя. В 1771 году его избрали иностранным членом шведской королевской академии наук.
В 1789 младшая дочь Иоганна Альбрехта Эйлера вышла замуж за младшего Якоба Бернулли, профессора трёх университетов (Базеля, Вероны и Санкт-Петербурга), который погиб через два месяца после свадьбы. Впоследствии она вышла замуж за директора Петришуле Иоганна-Давида Коллинса, и сын от этого брака, Эдуард Коллинс, также стал известным математиком.
Эйлер помещал свои мемуары по различным вопросам математики, физики, механики, небесной механики и астрономии в изданиях почти всех европейских академий. Его мемуары насчитывают более тридцати статей входящие в: Берлинские Мемуары (с 1755 по 1766), коллекция Баварской Академии (с 1764 по 1768), Санкт-Петербургские мемуары (с 1755 по 1775 года) и др. Пять из них были удостоены премии обществом Геттинга, академий Санкт-Петербурга, Парижа и др. Первые сочинения его, одно по гидростатике, другое об источниках электричества, были премированы Геттингенским учёным обществом и Петербургской Академией. Затем та же Академия наградила Эйлера премиями за сочинения: «Meditationes de motu vertiginis planetorum, ac precipue Veneris» (СПб., 1760) и «Meditationes de perturbatione cometarum ab attractione planetarum orta» (ib., 1762). Полный список прочих мемуаров Эйлера находится в первом томе «Biogr.-Liter. Handwörterbuch von Poggendorff» (Лейпциг, 1863 г.).
22 сентября 1786 года конференц-секретарь Академии Наук И. А. Эйлер был пожалован орденом Св. Владимира IV степени, став одним из первых российских учёных, отмеченных государственной наградой.
Эйлер умер в Санкт-Петербурге 6 сентября 1800 года.